# Doppelte Hermeneutik
Mit dem Begriff doppelte Hermeneutik wird in der sozialwissenschaftlichen Erkenntnistheorie und Methodologie eine besondere Problematik der Sozialwissenschaften benannt: Sowohl bei der Theorienbildung als auch bei der Erfassung der Daten werde hermeneutisch vorgegangen.

## Näheres
Geprägt wurde der Begriff vom britischen Soziologen Anthony Giddens, der zunächst an den – auch vor ihm nicht unbekannten – Tatbestand erinnerte, dass Sozialphänomene, auch bevor sie von Sozialwissenschaftlern professionell analysiert werden, bereits sinnhaft konstituiert seien. Das bedeutet für ihn, dass die Bedingung für den sich gesellschaftliche Phänomene aneignenden Sozialwissenschaftler als „Eintritt“ ins soziologische Forschungsfeld sei, sich das anzueignen, was Akteure schon wissen und wissen müssen, um sich in den täglichen Aktivitäten des gesellschaftlichen Lebens ‚zurechtfinden‘ zu können.
Voraussetzung für die hermeneutische Dopplung und ihr erster Schritt sei zunächst die Aneignung von alltäglichem gesellschaftlichem Wissen. Dieses Wissen erfahre sodann im soziologischen Forschungsprozess seine fachwissenschaftliche Umformung. Dieser Transformationsprozess drücke sich auch in Form eines speziellen Denkstils mit seiner besonderen Fachsprache (Metasprache) aus.
In der deutschen Ausgabe von Giddens’ Theorie der Strukturierung wird methodisch auf die unbehebbare Doppelung der „Bedeutungsrahmen“ beider Wissensformen hingewiesen: Zwar gebe es in der Praxis der Sozialwissenschaften einen beständigen ‚Austausch‘ zwischen den beiden Bedeutungsrahmen. Trotz aller gegenseitigen Rückwirkungsprozesse und wechselseitigen Durchdringungen von laienhaftem Alltags- und professionellem Wissenschaftlerwissen könnten beide Wissensformen jedoch nie miteinander identisch werden.